# Joaquim Muns Albuixech
Joaquim Muns Albuixech (Barcelona, 25 de junio de 1935-2 de noviembre de 2015) fue un economista y abogado catalán.

## Biografía
Se licenció en Derecho y Ciencias Económicas y Empresariales en la Universidad de Barcelona en 1959, y se  doctoró en Economía en 1972. Amplió estudios a la Escuela de Economía de Londres. Ha sido profesor de teoría económica a la Escuela Superior de Administración y dirección de empresas (ESADE), profesor de Economía (1968-1973) y catedrático de Organización Económica Internacional (1973-1978) a la Facultad de Ciencias Económicas y Empresariales de la Universidad de Barcelona. 
Desde el 1965 ha realizado trabajos de investigación y se especializó en temas económicos sobre América Latina, sobre todo después de su intervención en el Fondo Monetario Internacional, donde ejerció de economista de 1965 a 1968 y de director ejecutivo de 1978 a 1980. Entre otros cargos, ha sido profesor adjunto en la Escuela de Relaciones Internacionales de la Universidad Americana de Washington; profesor adjunto del Instituto Monetario Internacional, asesor económico del Ministerio de Economía de España y de los gobiernos del Ecuador y de la Generalidad de Cataluña. También ha asesorado los gobiernos de Costa Rica, Venezuela, Nicaragua y México entre otros. 
Fue elegido diputado en el Parlamento Europeo por CiU las elecciones europeas  y se integró dentro del Grupo Liberal Europeo. 
Ha escrito numerosos libros y artículos, sobre todo de economía internacional y el 1984 recibió la Cruz de Sant Jordi. En 1987 ingresó en el Instituto de Estudios Catalanes. En 1994 fue nombrado consejero del Banco de España, cargo que ocupó hasta 2005 siendo sustituido por Guillem López Casasnovas, formando parte de la cuota catalana. En 1995 recibió el premio de la Fundación Catalana para la Investigación. En 1999 el Colegio de Economistas de Cataluña lo distinguió como colegiado de mérito. En 2008 recibió el Premio Rey Juan Carlos I de Economía. En 2011, junto con Alfredo Pastor fue galardonado con el Premio Conde de Godó de Periodismo.

## Obras
Escribió varios artículos y libros, entre los cuales se encuentran:
- Industrialización y crecimiento de los païses en desarrollo (1972)
- Estudio sobre la distribución de funcionas especialmente las de naturaleza económica  lo marco de una autonomía regional: aplicaciones a Cataluña (1978)
- Historia de las relacionas de España y el Hondo Monetario Internacional 1958-1982. Veinticinco años de economía española (1986)
- Euro y globalización: los grandes retos de la economía española (1999)
- Lecturas de integración económica. La Unión Europea (2005)